# 伦纳特·斯特兰德
伦纳特·斯特兰德（瑞典語：Lennart Strand，1921年6月13日—2004年1月23日），瑞典男子田径运动员，主攻中跑。他曾代表瑞典参加1948年夏季奥林匹克运动会田径比赛，获得男子1500米银牌。